# El Charro Negro
El Charro Negro (übersetzt: „Der schwarze Reiter“) ist ein mexikanischer Film aus dem Jahr 1940. Regie für diesen Abenteuerfilm, der auch dem Genre der Ranchera zuzuordnen ist, führte Raúl de Anda, der auch das Drehbuch verfasst hatte. Es handelt sich um den ersten Teil der vierteiligen Charro-Negro-Filmreihe, die sich großer Popularität erfreute.
Nachdem seine Verlobte entehrt worden war und sich daraufhin das Leben nahm, wird Roberto zum maskierten schwarzen Reiter, der gegen Unrecht kämpft. Als der Bauer Pedro seinen Besitz an Emilio verkauft, gibt dieser sich als der schwarze Reiter aus. Er ermordet Pedro und stiehlt das Geld, das er diesem bezahlt hatte. Zudem verwundet er Ramón, den Bruder Robertos und den Verlobten von Pedros Tochter Julia. Emilio droht damit, sowohl Julia als auch deren Mutter vom Hof zu jagen, aber der richtige schwarze Reiter kann diesen Plan vereiteln.
El Charro Negro wurde von Raúl de Anda mit seiner eigenen Firma Prods. Raúl de Ana produziert. Seine Premiere hatte der Film am 18. Juli 1940. De Andra drehte drei Fortsetzungen: 1941 kamen La vuelta del Charro Negro und La venganza del Charro Negro ins Kino, 1949 folgte El Charro Negro en el norte. In den frühen 1960er-Jahren spielte Rodolfo de Anda, der Sohn Raúl de Andas, in einer Reihe von Filmen den Charro Negro.